# Lampona lamington
Lampona lamington is een spinnensoort uit de familie Lamponidae. De soort komt voor in Queensland.